# Anders Düben den äldre
Anders Düben den äldre (fil) (eller Andreas), född 1597 eller 1598, död  7 juli 1662 i Stockholm, var en tyskfödd svensk kapellmästare och tonsättare. Hans födelseår är obekant (dock anges ibland 1597).

## Biografi
Dübens var son till organisten vid Thomaskyrkan i Leipzig Andreas Düben och Elisabet Bessler. Han gifte sig med drottning Maria Eleonora av Brandenburgs kammarjungfru Anna Maria Gabrielsdotter. Deras son var Gustaf Düben den äldre, som följde fadern i yrket.
Anders Düben studerade först i Leipzig och därefter 1614–1620 för organisten Jan Pieterszoon Sweelinck i Amsterdam och kom 1620 till Stockholm med anledning av Gustav II och Maria Eleonoras bröllop. Där blev han 1625 organist vid Tyska kyrkan och från 1649–1650 även i Storkyrkan. Han blev senare hovorganist och utnämndes av drottning Kristina 1640 till hovkapellmästare. Hans tonsättningar ansluter sig närmast till den venetianska skolans körstil.

## Verkförteckning
- Pugna triumphalis, för två fyrstämmiga körer, med anledning av Gustav II Adolfs begravning 1634[14]
- Miserere, för femstämmig kör och generalbas, med anledning av Karl X Gustavs begravning 1660[15]
- Danser (ett 20-tal) för 4-5 instrument, avsedda för Drottning Kristinas hov

### Orgelverk
- Allein Gott in der Höh sei Ehr
  - 1. Variatio (komponerad av Anders Düben den äldre)
  - 2. Variatio (komponerad av Anders Düben den äldre)
  - 3. Variatio (komponerad av Martin Düben, finns i två olika versioner)
- Wo Gott der Herr nicht bei uns hält
- Preludium med pedal i a-moll